# عقد 1820
عقد 1820 هو عقد امتد بين 1 يناير 1820 و31 ديسمبر 1829 بحسب التقويم الميلادي. سبقه عقد 1810 ولحقه عقد 1830.

## أحداث
- معركة كالاماتا (1821)
- استقلال البرازيل (1822)
- مؤتمر فيرونا (1822)
- مذبحة نافارين (1821)

## مواليد
- مولتاتولي (1820)
- خوان كريسوستومو فالكون (1820)
- هنري فالنتين (1820)
- جون تينييل (1820)
- لويس سويفت (1820)
- لويزا لين درو (1820)
- آن برونتي (1820)

## وفيات
- تشارلز فرديناند، دوق بيري (1820)
- آرثر يونغ (1820)
- قسطنطين فرانسوا فولني (1820)
- جورج الثالث ملك المملكة المتحدة (1820)
- وليام إيليري (1820)
- باليسوت دو بوفوا (1820)
- يوسف بطرس التيان (1820)
- أبراهام فان در هارت (1820)
- ليفي لينكون (1820)
- سورن جورج هابيل (1820)
- إدوارد دوق كينت وستراثرن (1820)

## كتب
- Yves Denis Papin (1998). Chronologie de l'histoire ancienne. Lieu de publication non identifié: Éditions Jean-paul Gisserot. ISBN:2-87747-346-5. OCLC:40746926. مؤرشف من الأصل في 2022-03-16.
- موسوعة حضارة العالم (2002) لأحمد محمد عوف.

## روابط خارجية
- تصفح سنة بسنة عقد 1820 على موقع onthisday.com
- تصفح سنة بسنة عقد 1820 ابتداءً من سنة عقد 1820 على موقع المكتبة الوطنية الفرنسية